# Musaranya de muntanya de Salenski
La musaranya de muntanya de Salenski (Chodsigoa salenskii) es troba només al nord de la província de Sichuan -Xina-.
Es veu amenaçada d'extinció per la pèrdua del seu hàbitat natural.